# Le Reposoir
Le Reposoir est une commune française située dans le département de la Haute-Savoie, en région Auvergne-Rhône-Alpes.

## Géographie

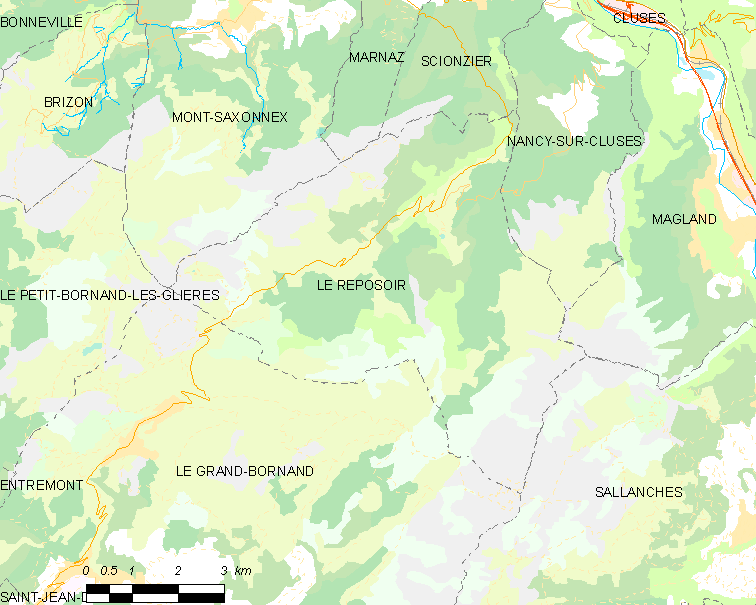
Plan du territoire du Reposoir et des communes limitrophes.

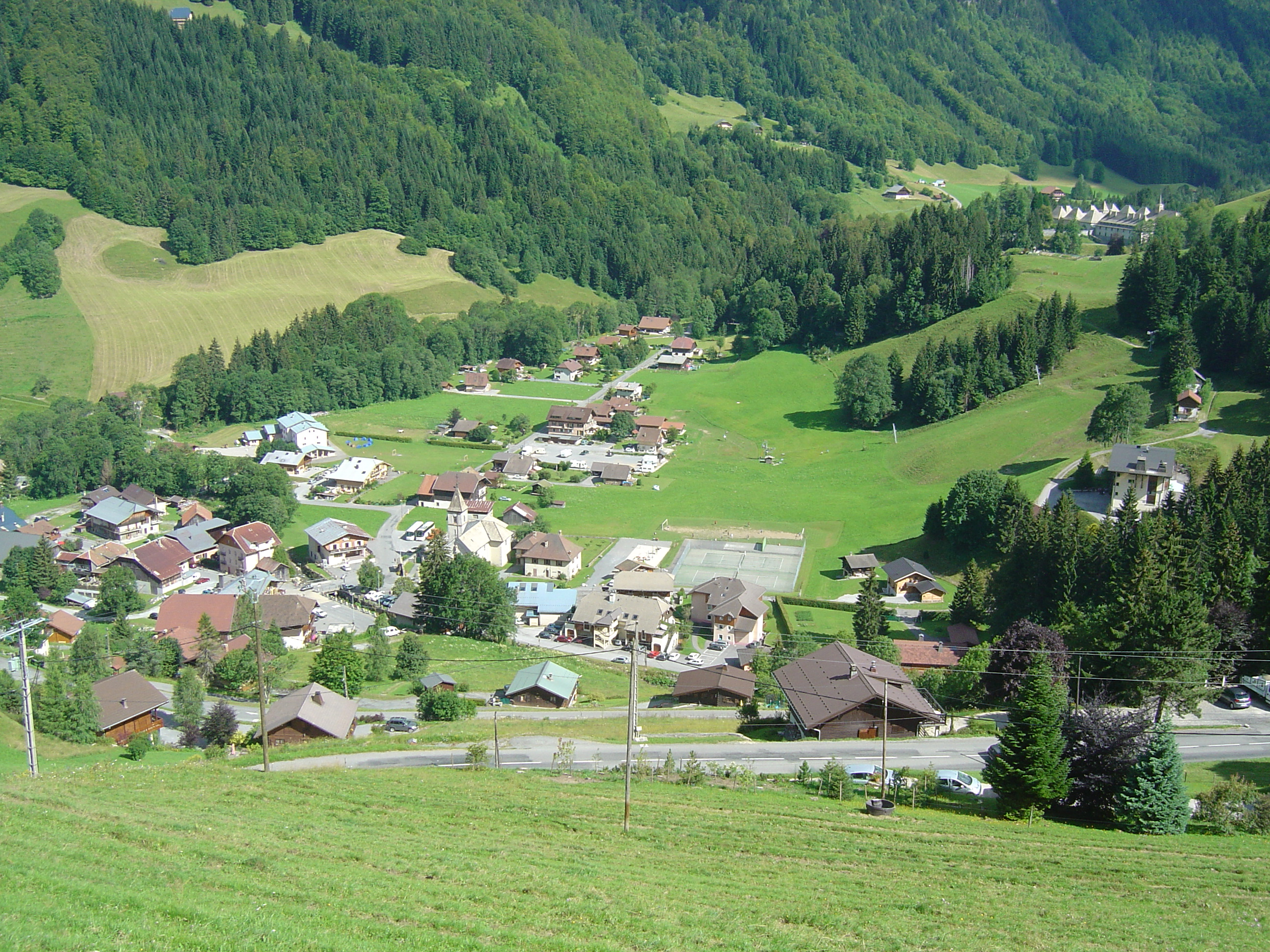
Vue générale du Reposoir depuis la route du col de la Colombière.

Le territoire de la commune du Reposoir est installé à la confluence des vallons des forons (ou torrents) dit du Grand Foron et du Petit Foron, qui donne ensuite naissance au Foron du Reposoir. Ce dernier est un affluent mineur de l'Arve.
Le Grand Foron prend naissance à proximité du col de la Colombière, col permettant de rejoindre les Aravis et les vallées de Thônes. L'aval rejoint la vallée de l'Arve et le Faucigny, par la route départementale 4. Le Petit Foron prend sa source au niveau du col des Annes et l'un de ses affluents au col de l'Oulettaz. La commune s'étend de la chaîne du Reposoir à l'est à la chaîne du Bargy au nord-ouest.
Le col de la Colombière est un des points de départ pour une randonnée au sommet de la Pointe Percée (sommet de la Chaîne des Aravis).

## Urbanisme

### Typologie
Au 1er janvier 2024, Le Reposoir est catégorisée commune rurale à habitat dispersé, selon la nouvelle grille communale de densité à sept niveaux définie par l'Insee en 2022.
Elle est située hors unité urbaine. Par ailleurs la commune fait partie de l'aire d'attraction de Cluses, dont elle est une commune de la couronne,. Cette aire, qui regroupe 12 communes, est catégorisée dans les aires de 50 000 à moins de 200 000 habitants,.

### Occupation des sols

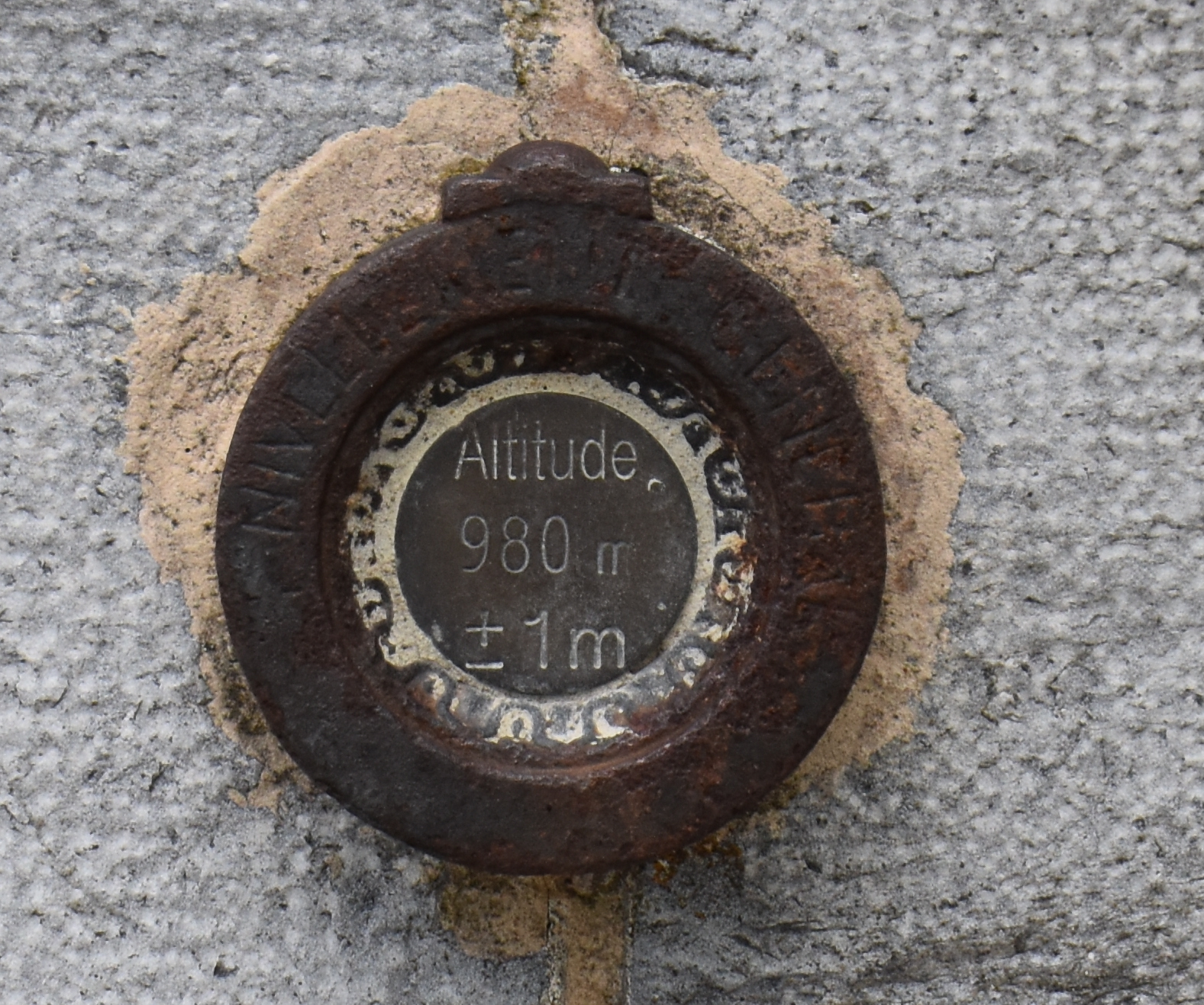
Borne de nivellement sur le mur de l'église- Altitude 980 m

L'occupation des sols de la commune, telle qu'elle ressort de la base de données européenne d’occupation biophysique des sols Corine Land Cover (CLC), est marquée par l'importance des forêts et milieux semi-naturels (99 % en 2018), en diminution par rapport à 1990 (100 %). La répartition détaillée en 2018 est la suivante : 
forêts (51,8 %), milieux à végétation arbustive et/ou herbacée (26,1 %), espaces ouverts, sans ou avec peu de végétation (21,1 %), zones urbanisées (1 %).
L'IGN met par ailleurs à disposition un outil en ligne permettant de comparer l’évolution dans le temps de l’occupation des sols de la commune (ou de territoires à des échelles différentes). Plusieurs époques sont accessibles sous forme de cartes ou photos aériennes : la carte de Cassini (XVIIIe siècle), la carte d'état-major (1820-1866) et la période actuelle (1950 à aujourd'hui).

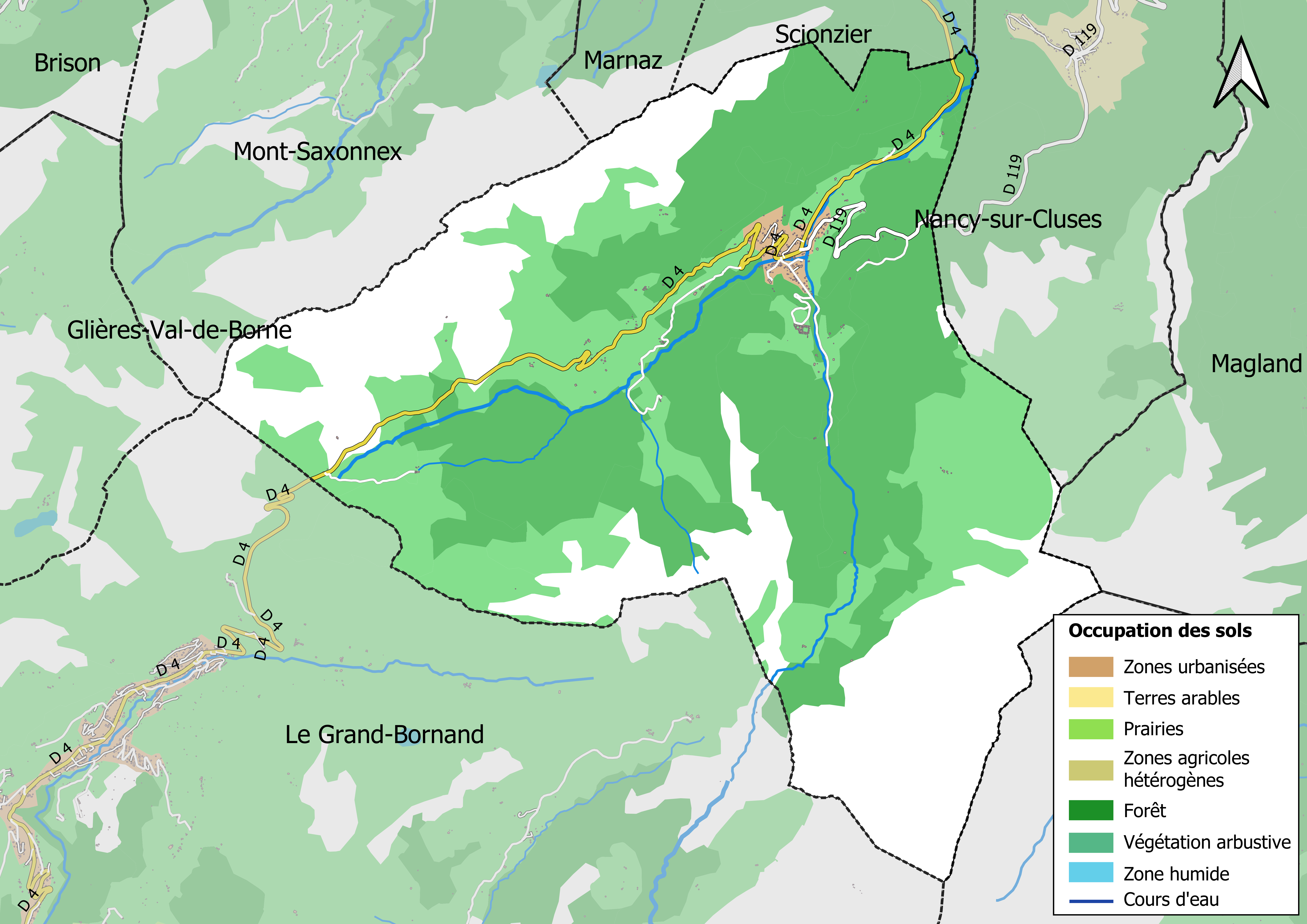
Carte des infrastructures et de l'occupation des sols en 2018 (CLC) de la commune.
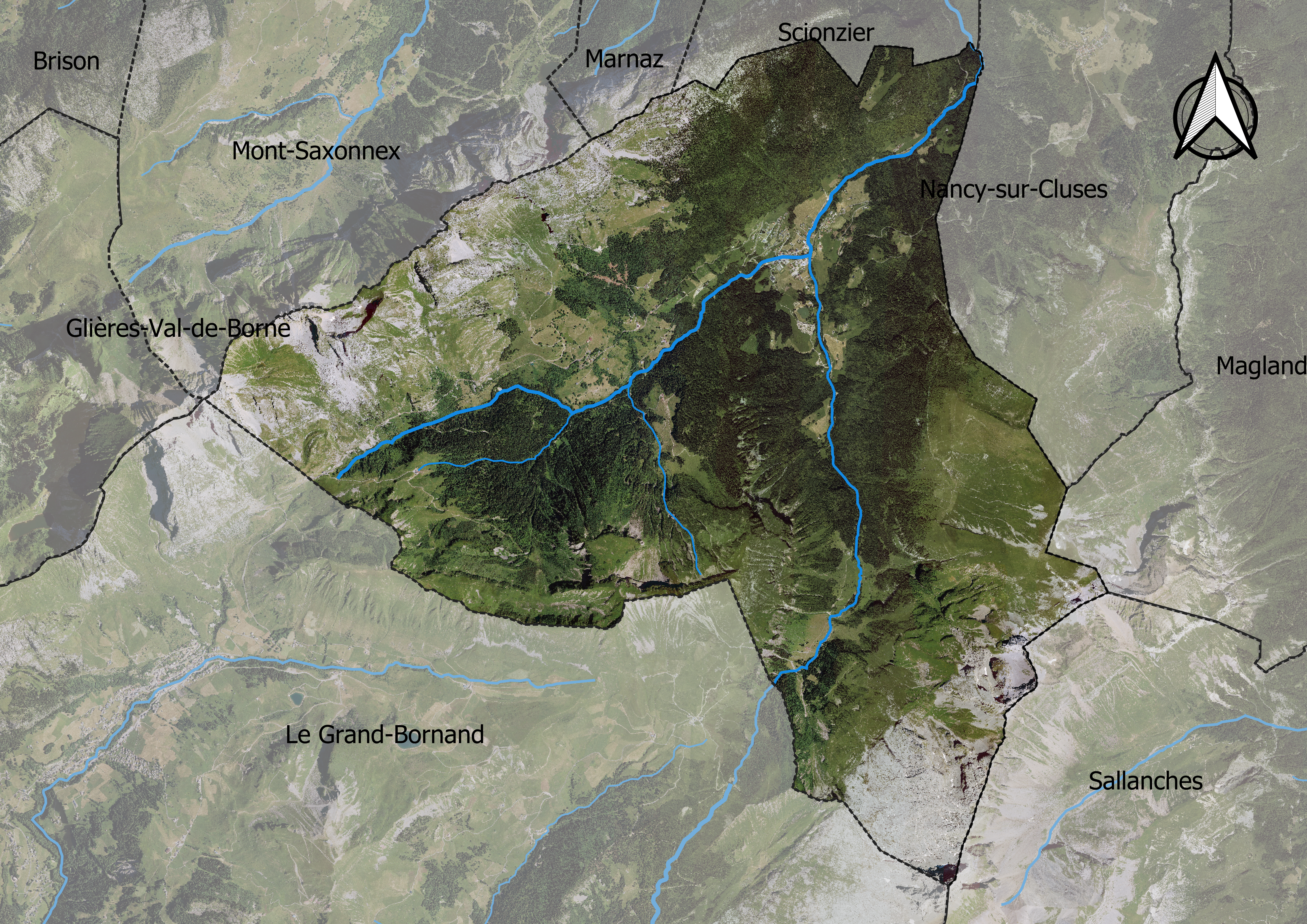
Carte orthophotogrammétrique de la commune.

## Toponymie
Le toponyme vient du nom du monastère du Reposoir. Ce nom proviendrait de la déclaration du moine Jean d'Espagne, « Hic est repausatorium meum ! » (« C'est ici mon reposoir ! »), en découvrant le lieu. En latin médiéval, repositorium signifie « le repos de l'âme ».
En francoprovençal ou arpitan savoyard, le nom de la commune s'écrit Lo Reposiœur et se prononce « Le Rpojeû » (retranscrit selon la graphie semi-phonétique de Conflans).

## Histoire
Il semble que la vallée du Béol (du latin betulla, bouleau), possessions des seigneurs du Faucigny, fut un désert avant l'installation des Chartreux en 1151, lieu de chasse et de passage pour le bétail. Aymon Ier de Faucigny fait donation une première fois vers 1147 de ces terres à des moines, mais l'implantation semble un échec. Une seconde donation est faite le 11 des calendes de février (22 janvier 1151), selon certaines sources dans l'une des résidences des barons de Faucigny à Châtillon-sur-Cluses. Les moines appellent désormais ce site « Le Reposoir ».
L'étendue des terres possédées par la chartreuse oblige les moines de recourir à l'albergement.
La paroisse du Reposoir est détachée de celle de Scionzier en 1849.
Le président Valéry Giscard d'Estaing, le 27 mai 1978, a fêté dans la commune son 4e anniversaire de présidence de la République. Il est arrivé le soir vers 18 heures après être rentré des États-Unis où il avait pris le petit déjeuner avec le président Carter. La veille il prononçait un discours à l'ONU. Tous les habitants, avec le maire de l'époque Jean-Pierre Jouenne, l'ont accueilli. Ils étaient tous invités au dîner,.

## Politique et administration

### Liste des maires

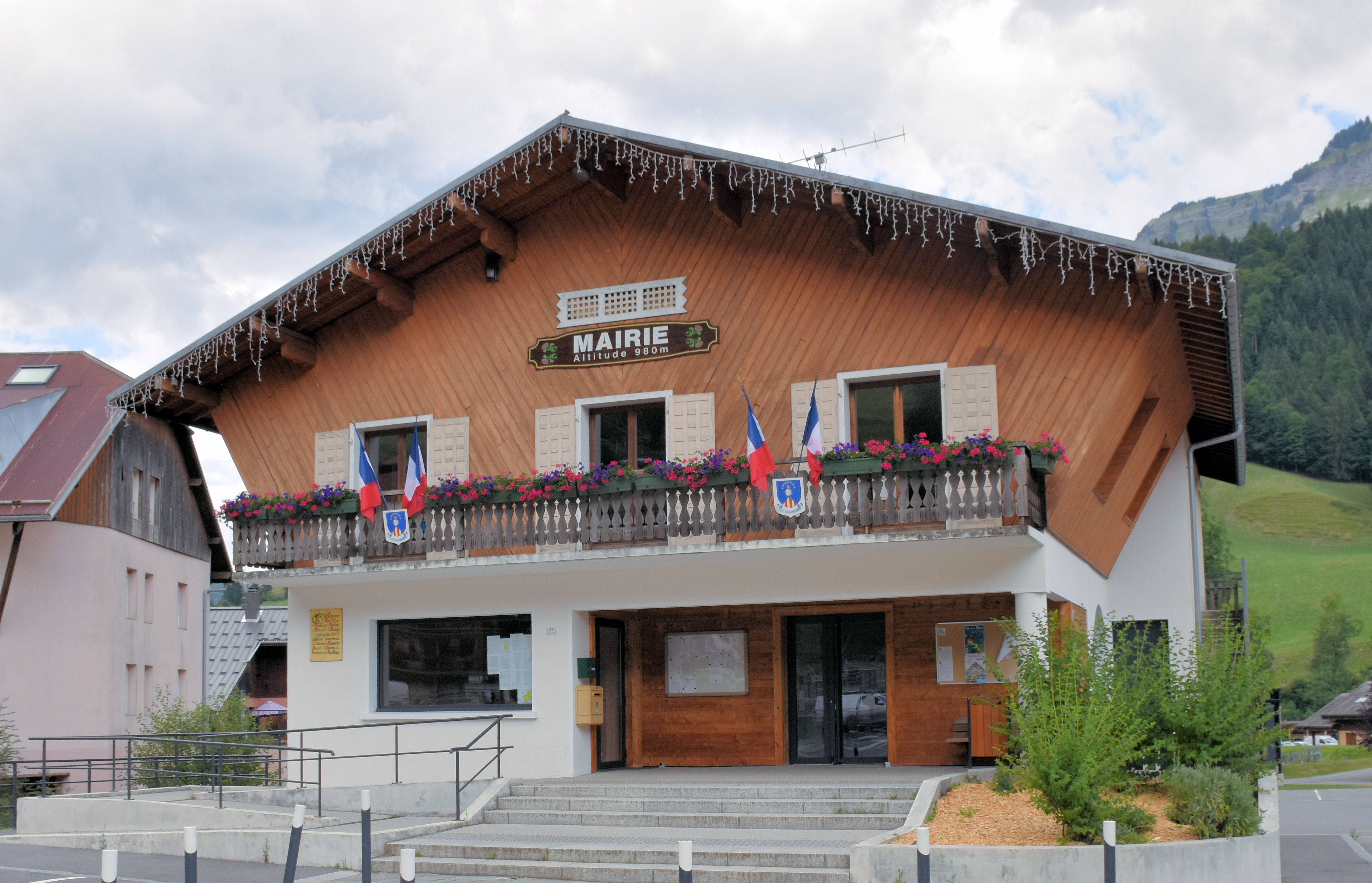
La mairie.

| Période                                  | Période                     | Identité             | Étiquette | Qualité       |
| ---------------------------------------- | --------------------------- | -------------------- | --------- | ------------- |
| Les données manquantes sont à compléter. |                             |                      |           |               |
| mars 1989                                | mars 2014                   | Jean-Pierre Blanchet |           | Agriculteur   |
| mars 2014                                | En cours (au 30 avril 2014) | Marie-Pierre Pernat  |           | Mère au foyer |

## Démographie

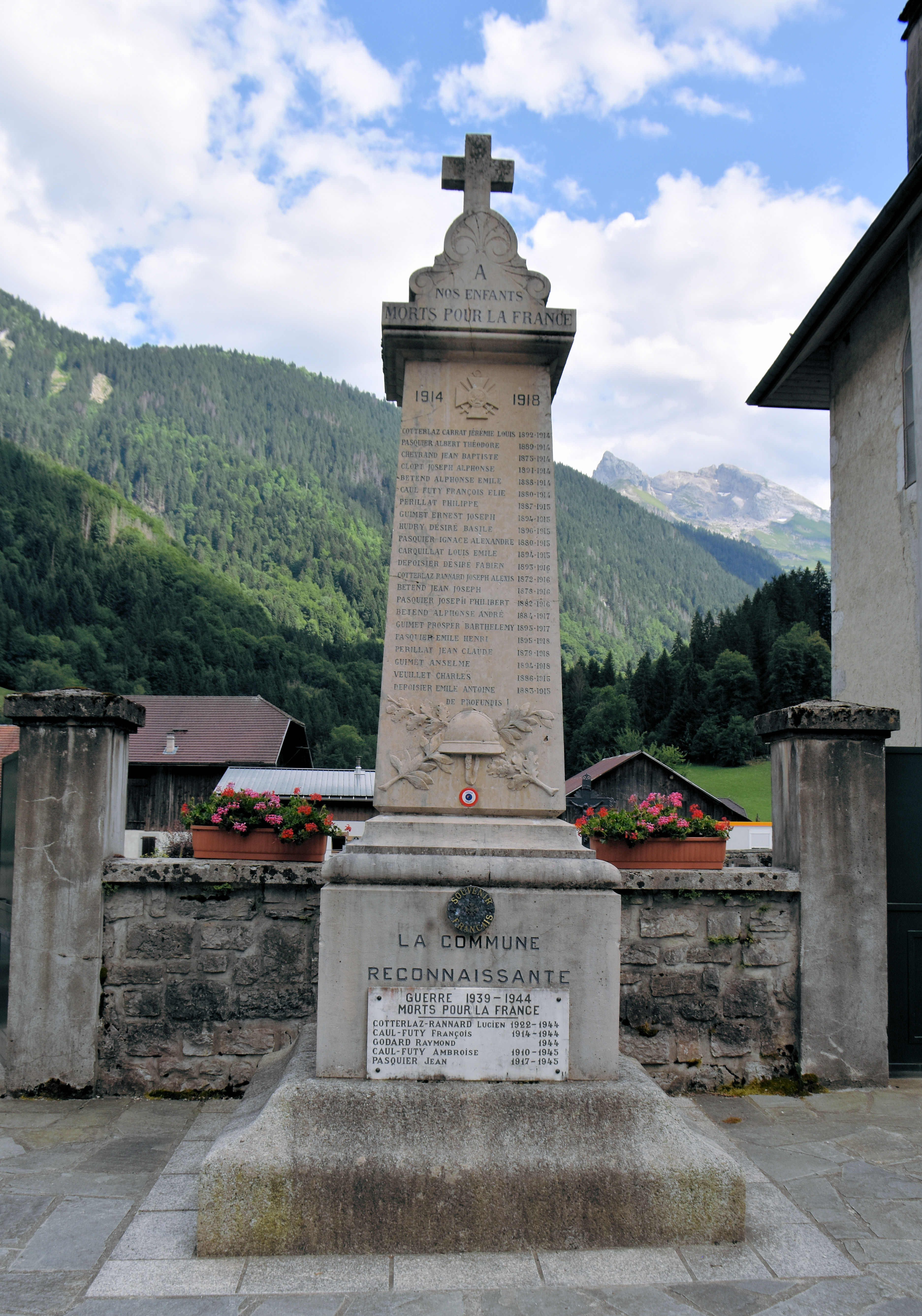
Le monument aux morts.

Ses habitants sont appelés les Repojerands,,. Le site habitants.fr donne Reposerand.
L'évolution du nombre d'habitants est connue à travers les recensements de la population effectués dans la commune depuis 1848. Pour les communes de moins de 10 000 habitants, une enquête de recensement portant sur toute la population est réalisée tous les cinq ans, les populations de référence des années intermédiaires étant quant à elles estimées par interpolation ou extrapolation. Pour la commune, le premier recensement exhaustif entrant dans le cadre du nouveau dispositif a été réalisé en 2008.

En 2022, la commune comptait 559 habitants, en évolution de +8,54 % par rapport à 2016 (Haute-Savoie : +6,01 %, France hors Mayotte : +2,11 %).
| 1848 | 1858 | 1861 | 1866 | 1872 | 1876 | 1881 | 1886 | 1891 |
| ---- | ---- | ---- | ---- | ---- | ---- | ---- | ---- | ---- |
| 406  | 380  | 348  | 359  | 380  | 429  | 415  | 432  | 371  |

| 1896 | 1901 | 1906 | 1911 | 1921 | 1926 | 1931 | 1936 | 1946 |
| ---- | ---- | ---- | ---- | ---- | ---- | ---- | ---- | ---- |
| 388  | 417  | 422  | 401  | 363  | 373  | 328  | 352  | 304  |

| 1954 | 1962 | 1968 | 1975 | 1982 | 1990 | 1999 | 2006 | 2008 |
| ---- | ---- | ---- | ---- | ---- | ---- | ---- | ---- | ---- |
| 287  | 250  | 251  | 212  | 242  | 289  | 375  | 462  | 487  |

| 2013 | 2018 | 2022 | - | - | - | - | - | - |
| ---- | ---- | ---- | - | - | - | - | - | - |
| 508  | 528  | 559  | - | - | - | - | - | - |

## Culture et patrimoine

### Lieux et monuments
La chartreuse du Reposoir, fondée en 1151 par le bienheureux Jean d'Espagne, est blottie dans un cirque boisé au bord d'un petit lac de montagne. Depuis 1932, les bâtiments sont occupés par un Carmel qui regroupe une vingtaine de religieuses.

L'église Saint-Jean-Baptiste.

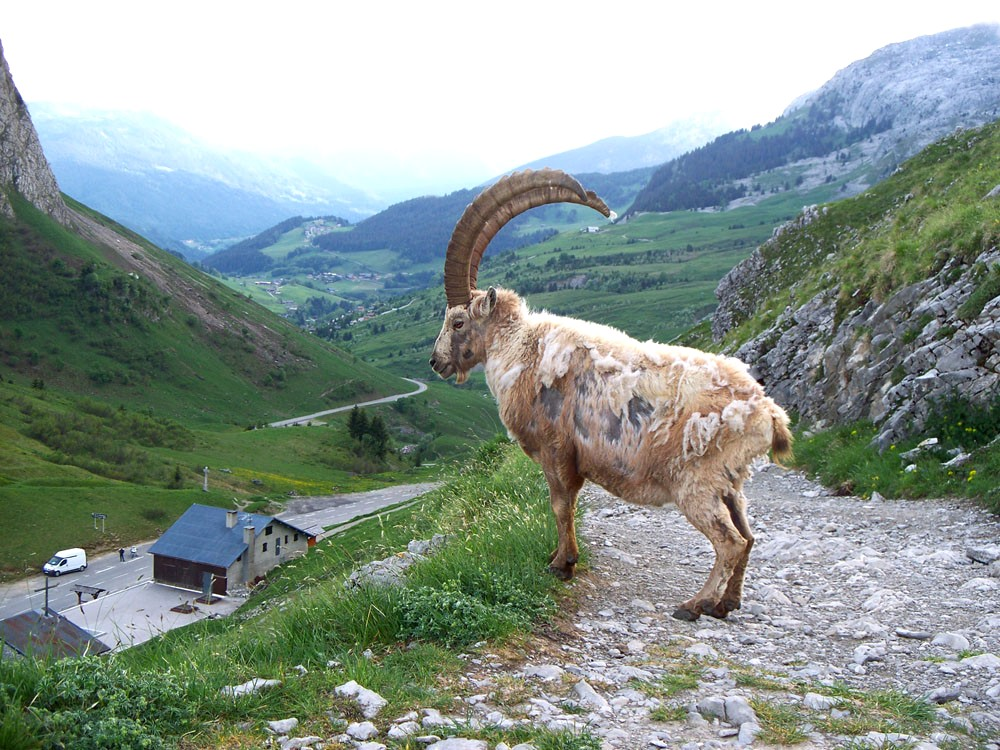
Vieux bouquetin au-dessus du col de la Colombière.

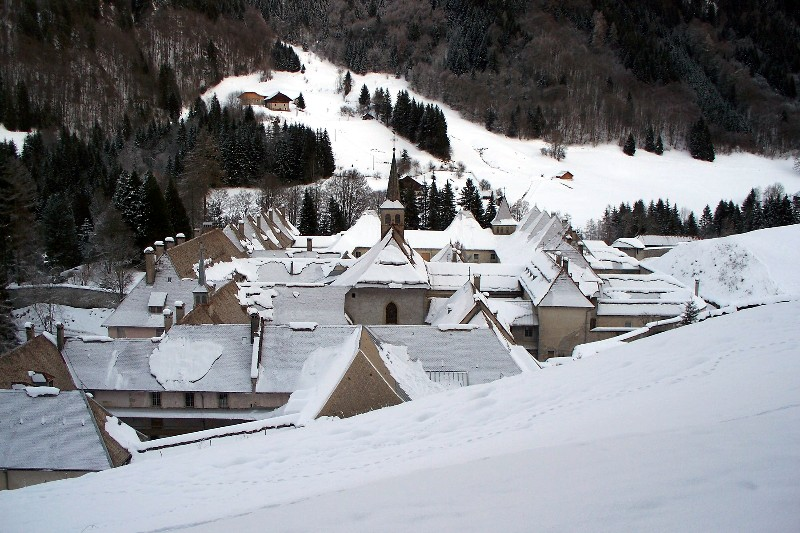
La chartreuse du Reposoir sous la neige
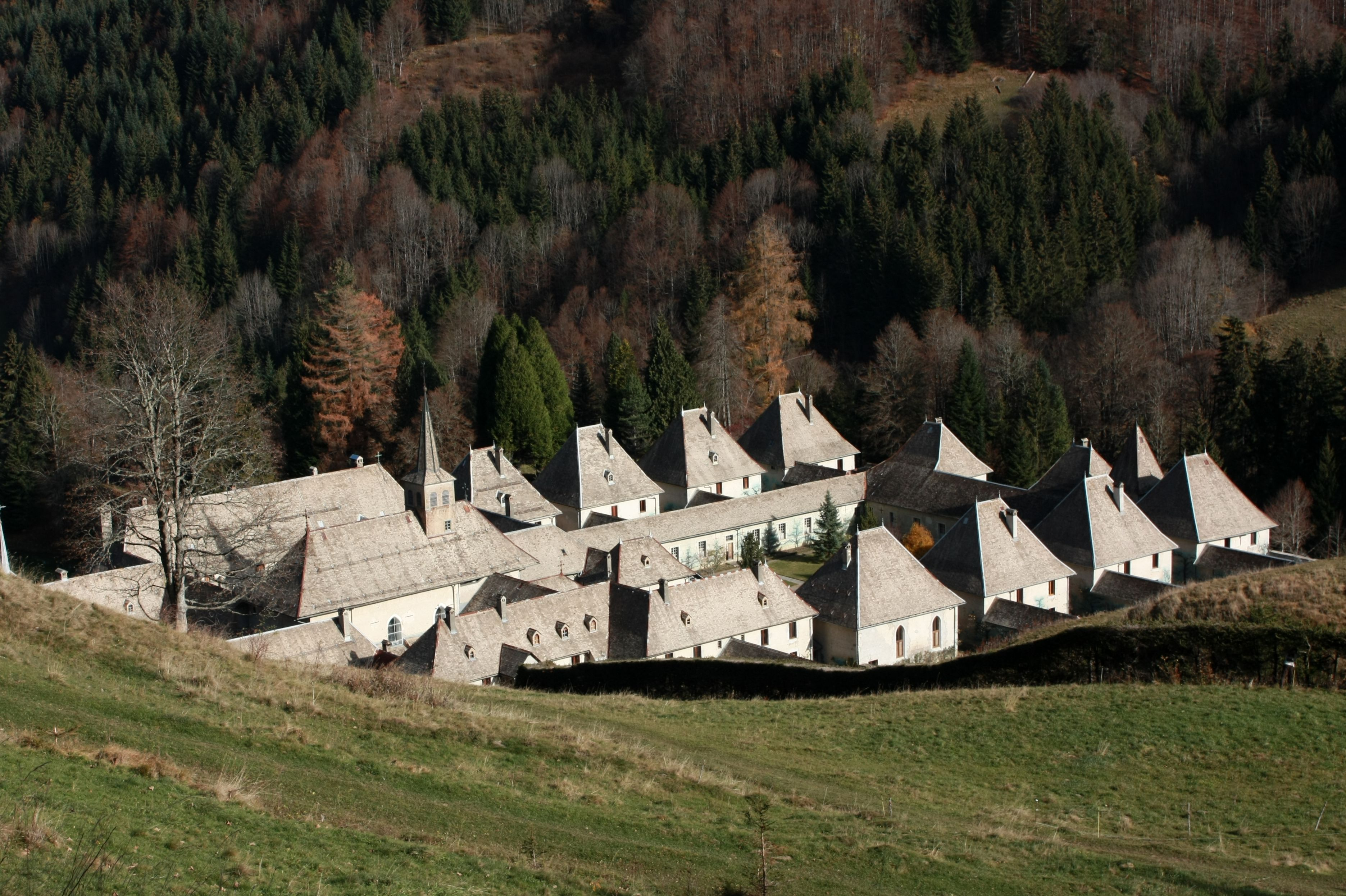
La chartreuse du Reposoir vue du dessus
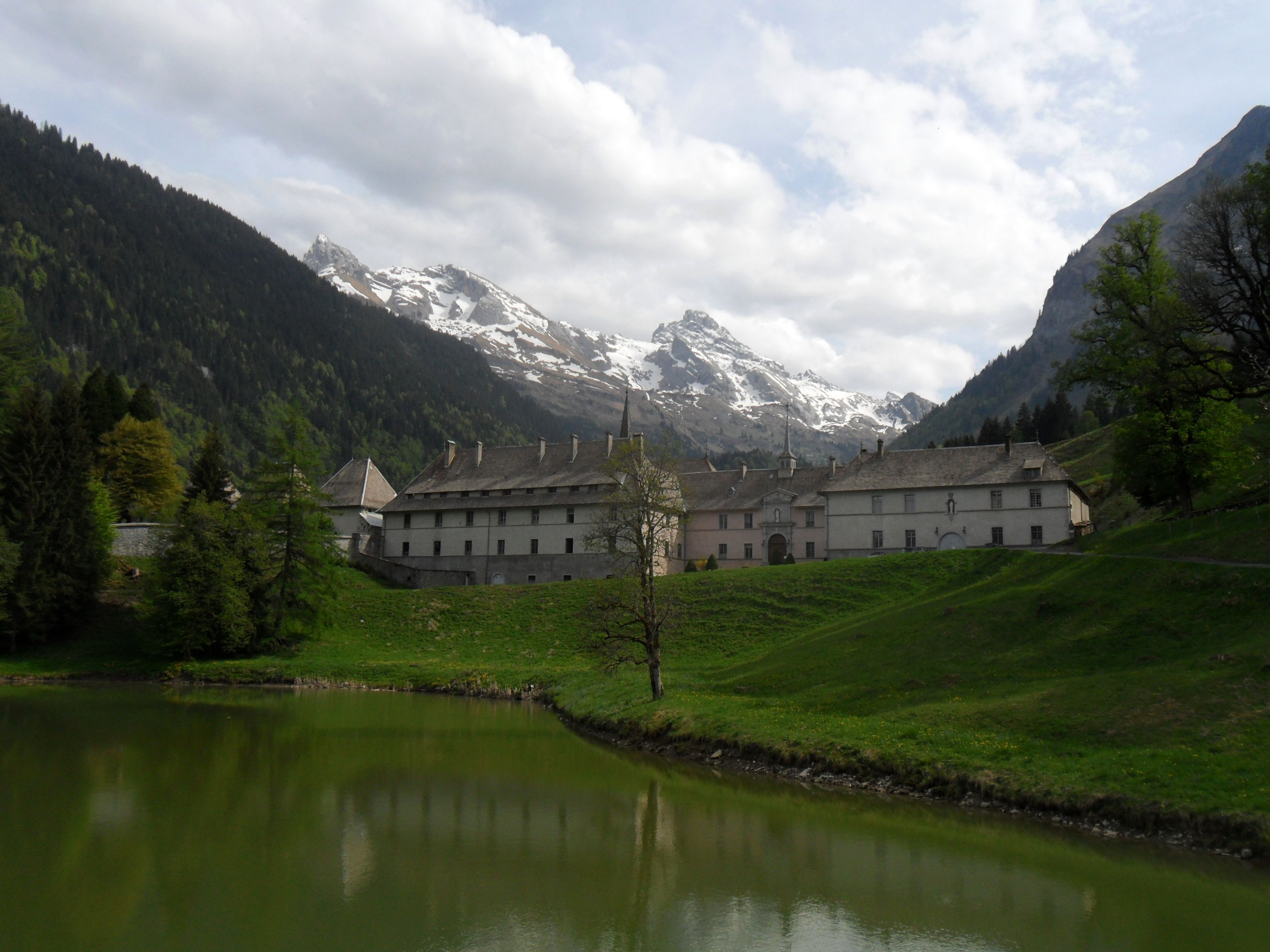
Façade de la chartreuse du Reposoir
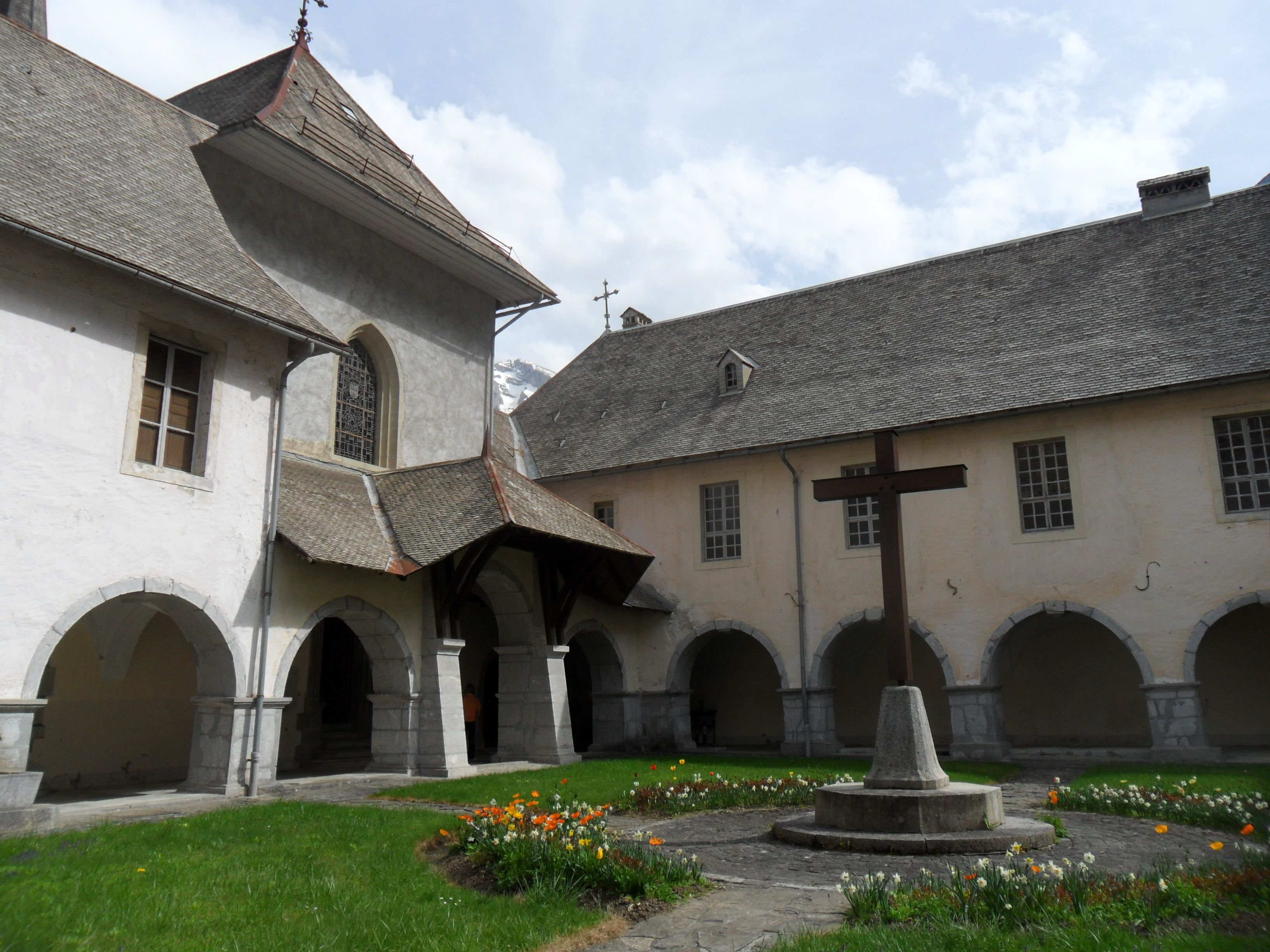
Cloître et porche de l'église de la chartreuse du Reposoir
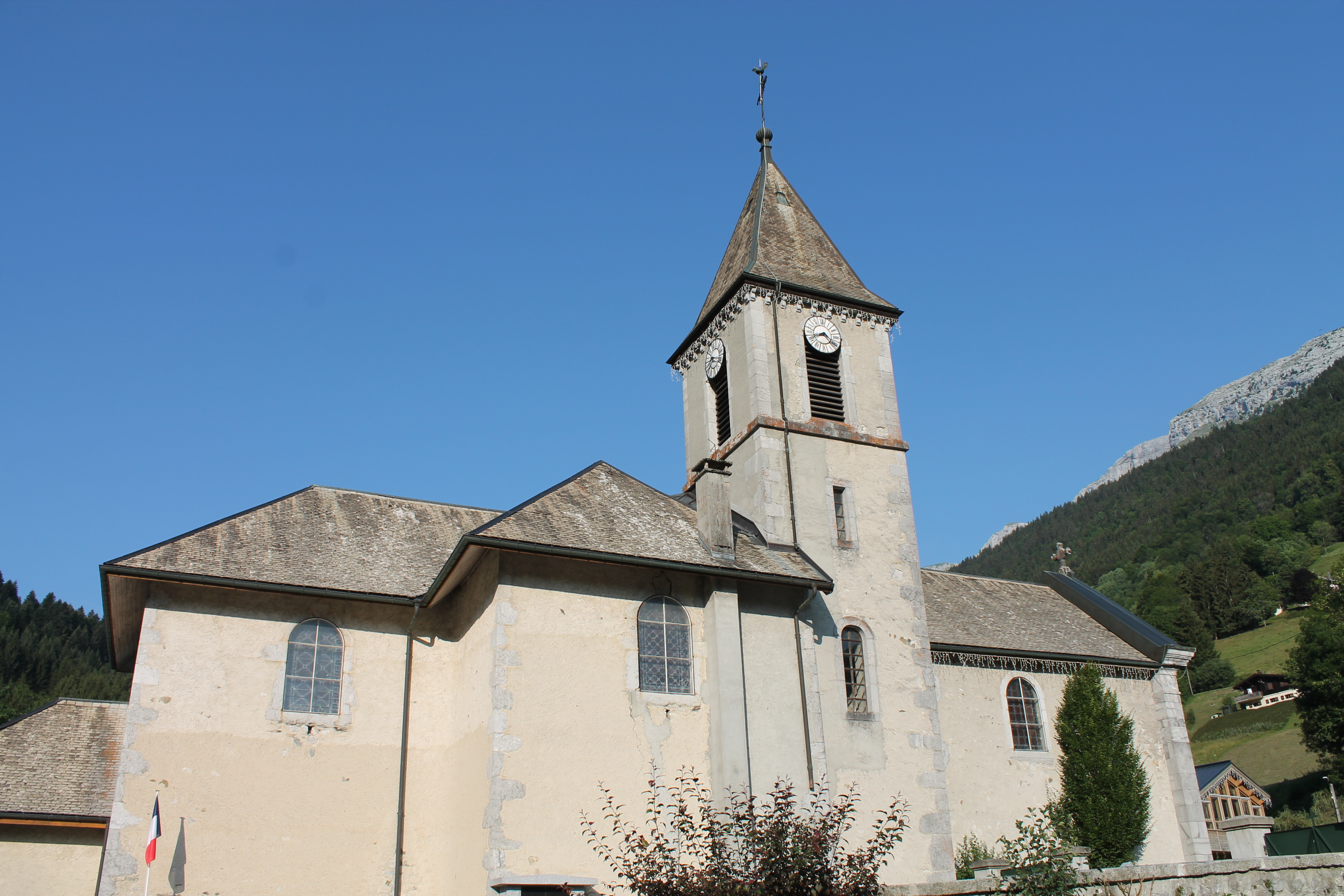
Profil de l'église Saint-Jean-Baptiste du Reposoir

### Personnalités liées à la commune
- Nathan Paulin

### Héraldique
| Blason de Le Reposoir | Blason  | Palé d'or et de gueules; mantelé abaissé d'azur chargé d'un monde d'argent, cintré et croisé d'or, surmonté de sept étoiles du même ordonnées en demi-cercle. Devise / Crihic est repausatorium meum (« C'est ici mon reposoir ! ») |
| Blason de Le Reposoir | Détails | Le statut officiel du blason reste à déterminer. |